# Urgleptes guadeloupensis
Urgleptes guadeloupensis là một loài bọ cánh cứng trong họ Cerambycidae.